# بلش (آلبانی)
}}
بلش (به لاتین: Belsh) یک منطقهٔ مسکونی در آلبانی است که در ناحیه الباسان واقع شده‌است.

## خواهرخوانده
شهر کستل بولونیسه خواهرخواندهٔ بلش (آلبانی) هست.